# Albert Hänel
Albert Hänel (født 10. juni 1833 i Leipzig, død 15. maj 1918 i Kiel) var en tysk retslærd og politiker. Han var brorsøn af Gustav Friedrich Hänel.
Häel blev 1860 juris professor i Königsberg og 1863 i Kiel. Han var allerede i Königsberg et virksomt medlem af Nationalforeningen og af Fremskridtspartiet og optrådte 1864 ivrig for Slesvigs og Holstens løsrivelse fra Danmark, blandt andet med flere flyveskrifter. Han var senere en af lederne for det såkaldte Landsparti, der ville tilslutning til Preussen; var 1867—88 medlem af det preussiske underhus og 1867—93 samt på ny 1898—1903 af den tyske rigsdag. Han hørte til Fremskridtspartiets førere og var 1884 hovedophavsmanden til dets sammenslutning med de såkaldte Secessionister (udskilte fra det nationalliberale parti) og derved til dannelsen af det nye Frisindede parti. Han skrev Studien zum deutschen Staatsrecht (2 bind 1873—80) og Deutsches Staatsrecht (1892).